# Stammliste der Pappenheim

Stammwappen derer von Pappenheim

Im Folgenden sind die verschiedenen Linien des Adelsgeschlechtes derer von Pappenheim aufgeführt. Das Geschlecht der Pappenheimer wird im 12. Jahrhundert zum ersten Mal genannt. Heute existiert nur noch die Alesheimer Linie, alle anderen Linien sind ausgestorben.

## Stammliste
1. Haupt I. (* 1360; † 1408/1409), Pfleger zu Donauwörth ⚭ Agnes von Weinsberg (* 1360; † 1405)
  1. Haupt II. (* 1380; † 1438) ⚭ Corona von Rotenstein (* 1393; † 1412/1419) ⚭ Barbara von Rechberg
    1. Heinrich XI. (* 1400/1413; † 1482) ⚭ Anna von Abensberg, Stifter der Stühlinger Linie → Nachfahren siehe unten
    2. Conrad III. († 14. April 1482) ⚭ Dorothea von Laber, Stifter der Gräfenthaler Linie → Nachfahren siehe unten
    3. Anna (* um 1420; † 1464) ⚭ Hans VI. von Fraunberg Freiherr zu Haage (* 1412; † 1477)
    4. Margaretha ⚭ Wolfgang von Preysing zu Kopfsburg
    5. Bernhard, Domherr in Eichstätt
    6. Rudolf, Pfleger zu Donauwörth
    7. Barbara (Zenone) ⚭ Stephan von Egloffstein oder Hans von Wolfstein
    8. Martha, Klosterfrau in Eichstätt
    9. Caecilia ⚭ Heinrich von Bünau
    10. Georg I. (* 1430; † 1485), Stifter der Treuchtlinger Linie → Nachfahren siehe unten
    11. Johann (* 1433; † 1476), Domherr zu Eichstätt
    12. Sigmund II. (* 1434; † 1496), Stifter der Alesheimer Linie → Nachfahren siehe unten

  2. Heinrich († 1407) ⚭ Anna von Preysing († 1417)
  3. Sigmund I. (* 1402; † 1425/1436) ⚭ Katharina von Sparneck

### Gräfenthaler Linie

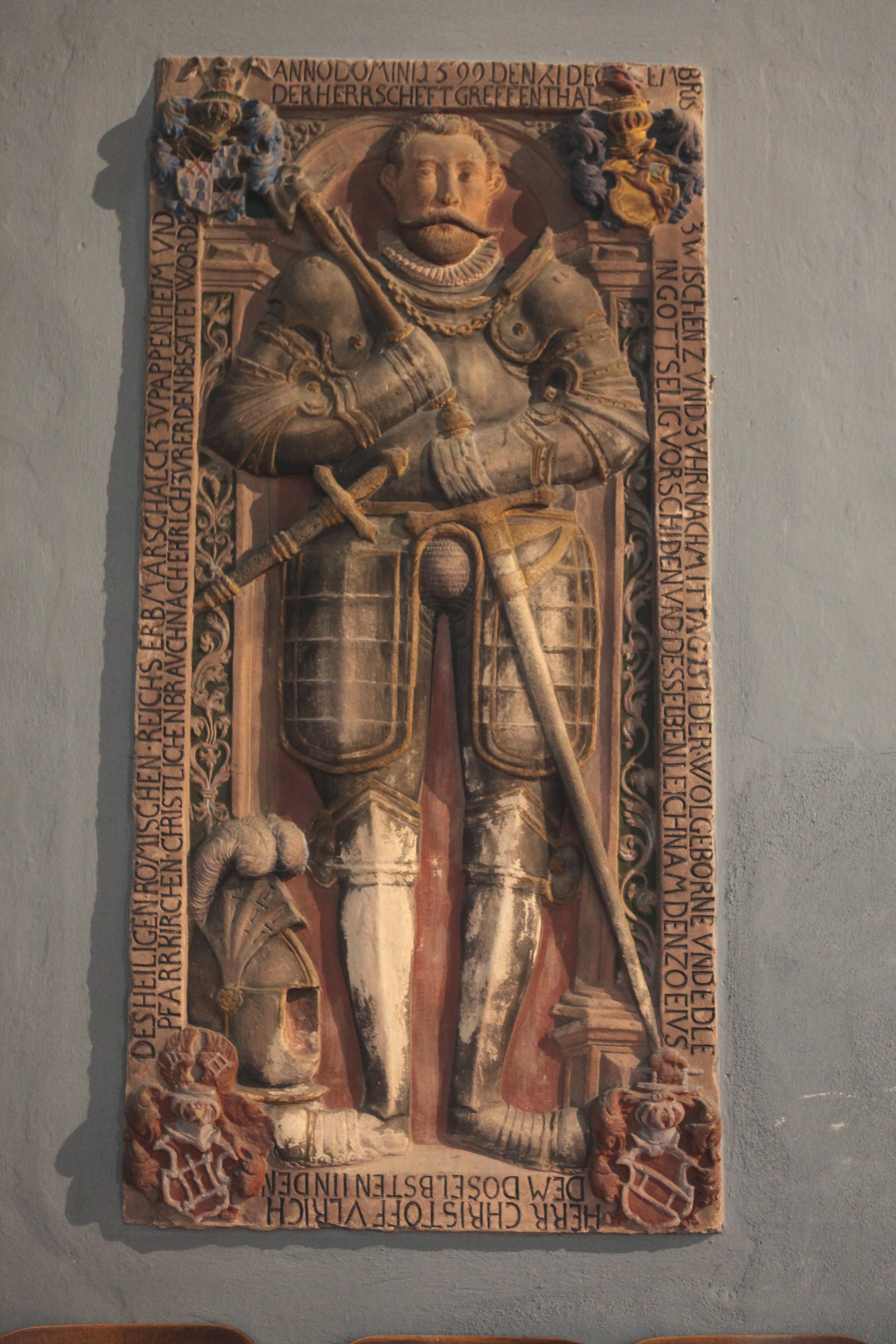
Epitaph Christoph Ulrichs von Pappenheim († 11. Dezember 1599)

1. Conrad III. († 14. April 1482), Hofrichter und Amtmann zu Coburg ⚭ Dorothea von Laber († 1477), Erbin von Breitenegg
  1. Achatius I
  2. Georg I. († 1470) ⚭ Praxedis Pflug von Rabenstein
    1. Sebastian († 1536) ⚭ Ursula von Wallenrod
      1. Georg II. († 1532)
      2. Veit († 1556) ⚭ Elisabeth I. von Brandenstein († 1560)
        1. Margaretha ⚭ Adam von Wallenfels
        2. Ursula ⚭ Christoph von Schaumberg
        3. Sophia ⚭ Joh. Sigmund von Wallenrod
        4. Catharina ⚭ David von Kotzau
        5. Anna ⚭ Sigmund von Aufseß
        6. Veit Conrad (* 1539; † 1564)
        7. Georg Wolfgang († 1569)
        8. Joachim (* 1548/1549; † 1575) ⚭ Emilia von Lentersheim

      3. Achatius II. († 22. Februar 1561) ⚭ Elisabeth II. von Brandenstein († 1583)
        1. Margaretha ⚭ Christoph von Wallenfels
        2. Anna ⚭ N. von Königsberg ⚭ Adam von Zedwitz
        3. Eobaldus (* 23. Dezember 1542; † 1575)
        4. Christoph Ulrich (* 1546; † 11. Dezember 1599) ⚭ Magdalena von Pappenheim

      4. Sibylla

  3. Tochter ⚭ N. von Rechberg

### Stühlinger Linie

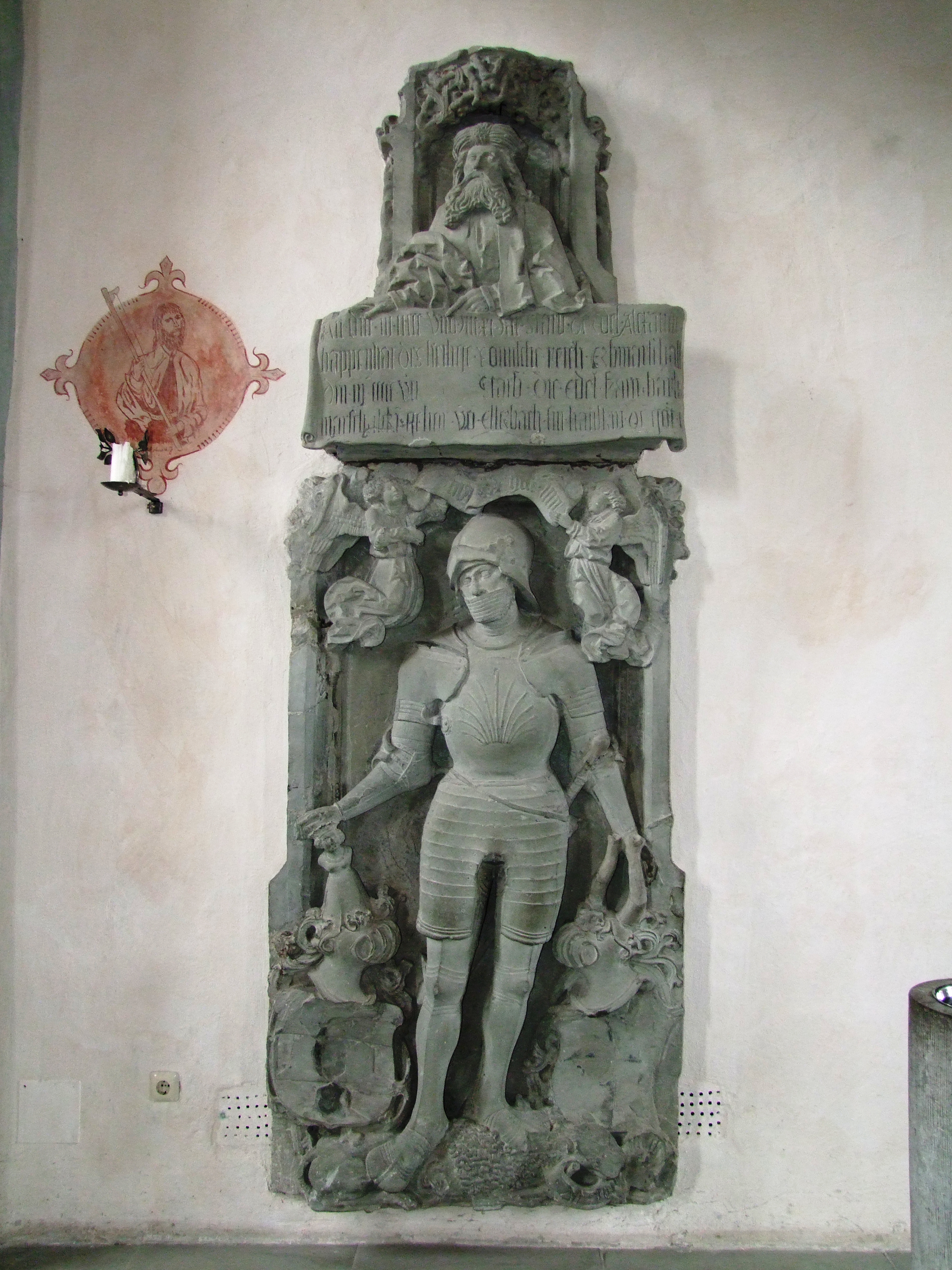
Alexander I. von Pappenheim

1. Heinrich XI. (* 1400/1413; † 1482) ⚭ Anna von Abensberg
  1. Ursula ⚭ Veit von Leonrod oder N. von Wallenrod
  2. Barbara ⚭ Lutz von Rotenhan
  3. Corona († 1464), Nonne zu Eichstätt
  4. Heinrich XII. († 1511) ⚭ N. von Hürnheim
  5. Haupt III. († 1479), Domherr zu Eichstätt und Regensburg
  6. Caspar († 4. Januar 1511), Domherr zu Eichstätt
  7. Christoph I. (* 1433; † 1470 bei Ulm)
  8. Wilhelm I. († 1508) ⚭ Magdalena von Rechberg († 1508)
    1. Joachim I. (* 1490; † 16. Oktober 1536)[1] ⚭ Anna von Laubenberg
      1. Sophia ⚭ Jakob von Bubenhofen
      2. Walpurg
      3. Joachim II.

    2. Christoph II. (* 1492; † 19. Juni 1539), Bischof von Eichstätt (1535–1539)
    3. Wilhelm II. († 1530 in Dänemark)
    4. Elisabeth ⚭ Caspar von Laubenberg
    5. Wolfgang I. († 1558) ⚭ Margareta von Roth († 1555)
      1. Conrad I. (* 10. April 1534; † 30. Juli 1603) ⚭ Catharina von Lamberg (* 1541; † 1599)
        1. Rudolf († 1577)
        2. Maximilian (* 1580; † 14. Februar 1639) ⚭ (1600) Gräfin Elisabeth von Sayn-Wittgenstein (* 1581; † 1600) ⚭ (1602) Gräfin Juliana von Wied († 1604) ⚭ (1606) Gräfin Ursula Maria von Leiningen-Westerburg (* 1583; † 1638)
          1. Ernst Friedrich (* 20. Dezember 1608; † 1609)
          2. Heinrich Ludwig (* 1610; † 1633)
          3. Maximiliana Maria († 16. Oktober 1635) ⚭ (1631) Graf Friedrich Rudolf von Fürstenberg (* 1602; † 1655)
            1. Maximilian Franz von Fürstenberg (* 1634; † 1681), Erbe von Stühlingen

        3. Elisabeth ⚭ Freiherr von Winneberg
        4. Catharina
        5. Polyxena ⚭ Freiherr Wolfgang von Hohensachsen

      2. Wolfgang II. (* 27. November 1535; † 6. März 1585) ⚭ Magdalena von Pappenheim († 24. Juni 1602)
        1. Wolfgang Christoph (* 4. November 1567; † 22. August 1635) ⚭ (1590) Anna Maria von Güsenberg (* 1573; † 24. Dezember 1635)
        2. Wilhelm IV. (* 4. Februar 1569; † 16. April 1621) ⚭ (1602) Euphrosina von Wallenfels

      3. Wilhelm III. († 1550 in Wien)
      4. Christoph III. (* 21. März 1538; † 13. Januar 1569)
      5. Philipp (* 14. Dezember 1542; † 13. November 1619) ⚭ Ursula von Ellerbach, Erbin von Bellenberg ⚭ Anna von Winneberg und Beilstein (* 1570; † 30. September 1635)
      6. Magdalena ⚭ Bernhard von Ellerbach († vor 1570)
      7. Veronica ⚭ Ferdinand von Freyberg-Justingen

  9. Alexander I. (* 1435; † 1511) ⚭ Barbara von Ellerbach
    1. Friedrich, Deutschordensritter
    2. Anna († 1555) ⚭ Rudolf von Hürnheim
    3. Magdalena, Nonne in Urspringen
    4. Walpurg
    5. Heinrich Burghard I. († 24. Februar 1547) ⚭ Anna von Hürnheim († 5. Mai 1567)[2]
      1. Heinrich XIII. († 1590) ⚭ Margaretha von Pappenheim-Treuchtlingen († 23. November 1576) ⚭ Cäcilia von Seyboldsdorff († 3. April 1587) ⚭ Ursula von Schaumberg († 8. August 1612)
        1. Heinrich Rudolf (* 30. September 1564; † 1580 in Frankreich)

      2. Barbara ⚭ Dionys von Schellenberg
      3. Alexander II. (* 1530; † 1612) ⚭ Margaretha von Syrgenstein
        1. Joachim III. (* 1571; † 1599) ⚭ Maria Magdalena von Freyberg
        2. Anna (* 1584; † 1616), Erbin von Grönenbach ⚭ Heinrich Philipp von Rechberg (* 1580; † 1611) ⚭ Otto Heinrich Fugger (* 1592; † 12. Oktober 1644)

### Treuchtlinger Linie

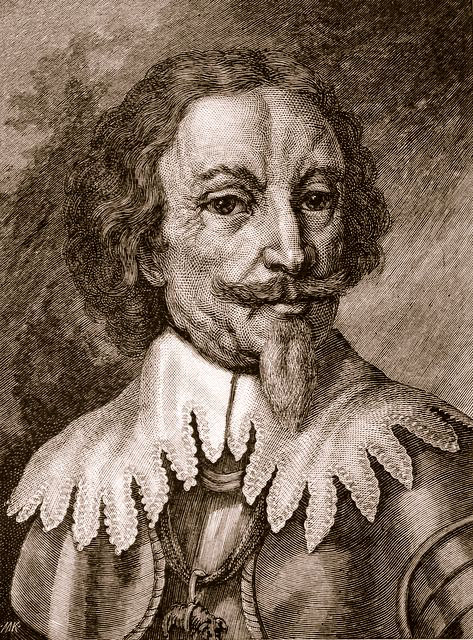
Gottfried Heinrich zu Pappenheim

1. Georg I. (* 1430; † 1485) ⚭ Ursula von Waldburg († 1464)
  1. Ursula ⚭ (1470) Ludwig von Wildenstein
  2. Ulrich
  3. Georg II. (* um 1460; † 1529), Pfleger zu Riedenburg ⚭ Margaretha Nothafft von Wernberg († 1539)
    1. Georg III. († 1563), Bischof von Regensburg (1548–1563)
    2. Rudolf († 1552), kämpfte in der Schlacht bei Pavia (1525), kaiserlicher Hauptmann ⚭ Margaretha von Ratzenried († 1557/1567)
      1. Johann Georg (* 7. Juli 1535; † 1568) ⚭ Maria von Reitzenstein
      2. Margaretha († 23. November 1576) ⚭ Heinrich XIII. von Pappenheim
      3. Maria ⚭ Ernst von Wallenfels
      4. Euphrosina ⚭ (1573) Ludwig Leonhard von Schaumberg

    3. Magdalena (Margaretha) ⚭ Hieronymus von Lichtenstein
    4. Ursula ⚭ Friedrich von der Scheid
    5. Ulrich († 1539), Pfleger zu Riedenburg, geleitet Martin Luther zum Reichstag zu Worms (1521)[3]; ⚭ Anna von Fraunhofen, Erbin von Schwindegg[4]
      1. Georg IV. (* 1519; † 26. April 1553 in Regensburg), kaiserlicher Rat
      2. Florian (* 1522; † 1547 in Pappenheim)
      3. Sebastian (* 1534; † in Bourges in Frankreich), Domherr in Eichstätt
      4. Veit (Vitus) (* 1535; † 1600) ⚭ (1556) Regina von Kreuth († 26. März 1592) ⚭ (1593) Maria Salome von Preysing zu Kopfsburg (* 1575; † 1648/1650)
        1. Anna Maria (* 2. Februar 1557)
        2. Ursula Maria (* 30. Dezember 1558)
        3. Georg Ulrich (* 16. Juli 1561)
        4. Maria (* 10. Juli 1562)
        5. Maria Sophia (* 10. Juli 1562)
        6. Veit (* 1568; † 13. August 1569)
        7. Gottfried Heinrich (* 1594; ⚔ 1632), Feldmarschall, 1628 Reichsgraf ⚭ (1617) Anna Ludmilla Kolowrat (* 17. November 1601; † 1627) ⚭ (1629) Gräfin Anna Elisabeth von Oettingen-Oettingen (* 1603; † 1673)
          1. Wolfgang Adam (* 11. November 1618; † 30. Juni 1647) ⚭ (1644) Barbara Katharina von Trauttmansdorff († 1663)

        8. Anna Benigna (* 16. Juli 1596; † 12. Juli 1678) ⚭ (1624) Erasmus II. von Gera (* 1588; † 14. September 1657)[5]
        9. Maria Magdalena (* 16. Juli 1597; † 20. Dezember 1632) ⚭ (1621) Johann Warmund von Preysing (* 1573; † 9. August 1648)
        10. Philipp Ludwig (* 25. April 1598; † 1617 in Italien)
        11. Maria Gertraud (* 5. Juni 1599; † 25. März 1675) ⚭ (1629) Graf Johann Albrecht zu Oettingen-Spielberg (* 1591; ⚔ 18. Juni 1632)

      5. Anna ⚭ David von Jaxtheim
      6. Sibylla ⚭ Bernhard von Dürling
      7. Maria Jacobe († 1567) ⚭ Stephan von Closen
      8. Maria Salome ⚭ Gottfried von Rorer
      9. Catharina ⚭ Christoph von Horkheim ⚭ Georg von Schönstein

    6. Barbara ⚭ Johann von Parsberg

  4. Barbara ⚭ Stephan von Egloffstein
  5. Magdalena ⚭ Freiherr Marquard III. von Königsegg († um 1500)
  6. Anna ⚭ Philipp Zobel von Giebelstadt

### Alesheimer Linie
1. Sigmund II. (* 1434; † 1496) ⚭ Magdalena von Schaumberg
  1. Helena ⚭ N. von Absberg
  2. Sigmund III. († 1536) ⚭ K. von Wolckersdorff, geb. Beuscher von Löwenstein ⚭ Ursula von Fraunberg († 1561)
    1. Christoph (* um 1490; † 1. Mai 1562), Amtmann a. d. Wülzburg ⚭ Anna von Fehlberg († 1549) ⚭ Barbara Gotzmannin († 22. Januar 1576)
      1. Magdalena (* nach 1549; † 24. Juni 1602 in Göppingen) ⚭ 1. Wolfgang II von Pappenheim (* 1535; † 1585) ⚭ 2. (1590) Christoph Ulrich von Pappenheim (* 1546; † 1599)

    2. Wolfgang Dietrich († 1554), Domdechant zu Bamberg
    3. Sigmund IV. († 1554), Domherr zu Eichstätt
    4. Thomas I. († 1552), Hofmeister zu Eichstätt ⚭ Susanna von Kreuth († 20. November 1572)
      1. Ursula ⚭ Werner von Pienzenau († 1566)
      2. Radigund († 1573) ⚭ Philipp Fuchs von Schweinshaupt
      3. Scholastica
      4. Susanna (* 1545; 10. September 1620)
      5. Maria ⚭ Bernhard von Westernach
      6. Anna
      7. Philipp Thomas
      8. Sigismund
      9. Heinrich Burkhard (* 1551; † 16. Oktober 1612) auf Mittel-Marter ⚭ Beatrix von Ebeleben († 15. Juli 1587) ⚭ Anna Mufflin von Ermreuth († 20. April 1601) ⚭ Sibylla von Wallrab zu Hauzendorf
        1. Georg Thomas (* 1577; † 1578)
        2. Mechthild (* 1580; † 1581)
        3. Otto Reinhart (* 1583; † 1583)
        4. Sabina ⚭ Johann Ludwig Lämblin von Reinhartshofen
        5. Maria ⚭ Jodocus von Buttlar ⚭ Carl von Birkholz († 1621 Grab Eysölden/Mfr.)
        6. Magdalena ⚭ Ernst Johann von Absberg ⚭ Freiherr Eitel Heinrich von Stein ⚭ Peter Ernst Imhof

      10. Thomas II. († 1568 in Langenaltheim) ⚭ Margaretha Truchseß von Wetzhausen
        1. Philipp Thomas Posthumus (* 1569; † 1634) ⚭ Eleonora von Seckendorff-Uhlstatt ⚭ Anna von Aulenbach († 10. Juni 1612) ⚭ Martha von Zocha (* 1589; † 8. April 1634)
          1. Thomas (* 1590; † 1590)
          2. Caspar Gottfried (* 1591; † 8. April 1651 in Pappenheim) Ober-Schultheiß von Bamberg ⚭ Margaretha Christina von Steinach
            1. Johann Georg
            2. Helena Barbara
            3. Ursula Catharina (* um 1625; † 1668) ⚭ (1640) Franz Wilhelm von Tallenberg († 1665)
            4. Margaretha Ursula ⚭ (1648) Carl Philipp Graf Fugger (* 1622; † 1654)

          3. Anna Margaretha (* 1593; † 1593)
          4. Aemilia Veronica († 1648) ⚭ (1616) Freiherr Wolfgang Ernst von Schönburg-Remissa (* 1582; † 1622)
          5. Heinrich Christoph
          6. Eduard
          7. Thomas
          8. Anna (* 7. Oktober 1603) ⚭ Johann Christoph von Westernach
          9. Philipp (* 14. März 1605; † 12. Juni 1651) kaiserlicher Obrist, Kommandant der Festung Forchheim und Wülzburg, 1628 Reichsgraf ⚭ Ursula Aemilia von Laineck, geb. Truchseß von Pommersfelden ⚭ Catharina Zobel von Giebelstadt
          10. Elisabeth (* 1605 oder 1612)
          11. Margaretha (* 1606; † 1648)
          12. Anna Rosina
          13. Anna Ursula ⚭ Wenzel Holznovisky
          14. Hedwig Magdalena (* 1609 oder 1612) ⚭ Johann Jacob von Staudeck
          15. Maria Barbara († 1614)
          16. Gottfried Wolfgang (Gottfried Wilhelm) (* 20. März 1615; † 1633 vor Schweidnitz an der „Ungarischen Krankheit“)
          17. Maria Susanna ⚭ (1635) Veit von Raiten oder Reit von Reitenstein ⚭ Friedrich Ruprecht Hußmann von Amedy
          18. Martha
          19. Esther
          20. Justina
          21. Maria Magdalena ⚭ N. Freiherr von Fraunhofen
          22. Anna Maria ⚭ Albrecht von Salis
          23. Heinrich Philipp (* 27. Juli 1627; † 5. September 1646 in Hadamar an der „Roten Ruhr“)
          24. Anna Scholastica (* 1630; † 1695) ⚭ (1651) Freiherr David Kresser zu Burgfarrnbach (* 1624; † 1704)

    5. Haupt III. († 1559), Bischöflicher Rat ⚭ (1539) Sophia von Kreuth († 24. Juni 1585)
      1. Anna Maria († 31. Januar 1565) ⚭ Georg Truchseß von Wetzhausen
      2. Haupt IV. († 1571), Domherr zu Regensburg ⚭ Sibylla von Perckhausen
      3. Johannes Wilhelm ⚭ Melusine von Heßberg
        1. Johann Veit (* 1570)
        2. Anna Maria († 1625)

      4. Veit Hippolyt († 4. Oktober 1621) ⚭ (1577) Maria von Elrichingen († 24. April 1591) ⚭ Anna Maria Buschin von Vilsheim († 22. Oktober 1623) als letzte ihres Geschlechts
        1. Margaretha Veronica (* 1578; † 1585)
        2. Maria Jacobe († 1634) ⚭ (1602) Johann Wilhelm von Parsberg
        3. Veit Hippolyt (* 1583; † 1584)
        4. Haupt Wiguläus (* 1584; † 1585)
        5. Anna Sophia (* 1585; † 1585)
        6. Susanna († 1587)
        7. Maria Salome (* 1589; † 1589)
        8. Maria Anna ⚭ Bartholomaeo Heritsch zum Thurn ⚭ Wolf Philipp von Brandt
        9. Georg Philipp (* 1595; † 1622) ⚭ (1614) Maria Elisabeth Graßwein von Weyer († 1634)
          1. Vitus Stephan (* 1615; † 1621)
          2. Maria Elisabeth (* 1617) ⚭ Freiherr Otto von Ehrenfels
          3. Wolfgang Philipp (* 1618; † 1671) Kaiserlicher u. Kursächsischer Kammerherr, wird um 1650 katholisch, 1652 als Reichsgraf bestätigt ⚭ (1647) Martha Elisabeth von Westernach (* 1625; † 1672)
            1. Maria Anna (* 1648; † 1680) ⚭ Freiherr Franz Ferdinand von Hornstein
            2. Carl Philipp Gustav (* 1649; † 1692) ⚭ (1671) Maria Elisabeth Schenck von Castell († 1716)
              1. Maria Johanna (* 1674) ⚭ Graf Gottfried von Gravenegg († 1727)
              2. Maria Magdalena (* 1675) ⚭ (1696) Marquard Ludwig Schenck von Castell († 1728)
              3. Maria Catharina (* 1676; † 1724) ⚭ (1709) Freiherr Heinrich von Freyberg
              4. Maria Theresia (* 1677; † 1678)

            3. Amalia Catharina (* 1650) ⚭ Freiherr Franz Jakob von Bernhausen
            4. Marquard Johann Wilhelm (* 1652; ⚔ 30. Juni 1686 b. Stuhlweißenburg) ⚭ (1679) Maria Rosina Schenk von Stauffenberg (* 1649; † 1683)
              1. Johann Anton (* 1679; † 1679)
              2. Maria Elisabeth (* 1680; † 1734) ⚭ (1697) Freiherr Ferdinand Hartmann von Sickingen-Hohenburg (* 1673; † 1743)
              3. Johann Philipp (* 1682; † 1682)
              4. Baptist Adam (* 1683; † 1683)

            5. Ludwig Franz (* 1653; † 1697) ⚭ Johannetta Rosina von Illertissen
              1. Johanna Elisabeth (* 1679; † 1679)

            6. Maria Erdmuth (* 1654; † 1680) Nonne in Eichstätt
            7. Margaretha Dorothea (* 1655) ⚭ Johann Gottfried Vöhlin von Illertissen
            8. Johann Georg (* 1657; † 1690) ⚭ Maria Elisabeth von Illertissen
              1. Franz Carl (* 1679; † 1680)
              2. Maria Dorothea (* 1681; † 1682)
              3. Johann Anton (* 1682; † 1683)
              4. Johann Joseph (* 1686; † 1686)

          4. Franz Christoph (* 1621; † 1678 in Nürnberg) ⚭ (1642) Anna Maria von Ehrenfels († 1647) ⚭ (1650) Maria Dorothea von Römer (* 1616; † 1672)
            1. Wolfgang Christoph (* 1651; † 1685) ⚭ Emilie Margarethe von Reitzenstein († 1703)
              1. Christian Ernst (* 1674; † 1721) ⚭ (1697) Eva Regina von Zocha → Nachfahren siehe unten
              2. Eleonore Albertine (* 1676; † 1719) ⚭ (1699) Freiherr Ernst von Bernhausen
              3. Johann Friedrich (* 1680; † 1731) ⚭ (1700) Freiin Sophie Charlotte von Wolmershausen (* 1680)
                1. Christoph Ferdinand (* 1702; † 1702)
                2. Friederike Charlotte (* 1703; † 1703)
                3. Wilhelmine Johanna (* 1704; † 1704)
                4. Sidonie Luise (* 1705; † 1705)
                5. Johann Friedrich (* 1707; † 1708)
                6. Eva Juliane (* 1709; † 1718)
                7. Eva Charlotte (* 1711; † 1712)

    6. Kunigund ⚭ Pankraz III. von Aufseß
    7. Maria ⚭ B. von Westernach

  3. Margaretha († 1500), Äbtissin zu Seligenporten

### Alesheimer Linie (Fortsetzung)
Christian Ernst (* 1674; † 1721) ⚭ (1697) Eva Regina von Zocha († 1700) ⚭ (1701) Johanna Dorothea von Egkh († 1746)
1. Friedrich Ernst (* 1698; † 1725) ⚭ (1722) Gräfin Sophie Luise von Wolfstein (* 1700; † 1723)
  1. Albrecht (* 1723; † 1733 auf der Ritterakademie Brandenburg)
2. Johann Christian (* 1699; † 1703)
3. Friedrich Ferdinand (* 1702; † 1793) ⚭ (1725) Gräfin Anna Maria Luise von Leiningen-Dagsburg (* 1706; † 1783)
  1. Friedrich Karl (* 1726; † 24. Juli 1762)
  2. Friedrich Ferdinand (* 1727; † 1792) ⚭ (1772) Gräfin Isabella von Hatzfeld-Wildenburg (* 1749; † 1778)
    1. Karl Theodor (* 1773; ⚔ 4. Februar 1807)
    2. Friedrich Anton (* 1775; † 20. August 1808)

  3. Friedrich August (* 1728; ⚔ 18. Juni 1757)
  4. Friedrich Christian (* 1729; † 1729)
  5. Friedrich Ludwig (* 1734; † 1734)
  6. Haupt Heinrich (* 1736; † 19. Dezember 1754)
  7. Friedrich Wilhelm (* 1737; † 1822) ⚭ (1766) Freiin Friederike Johanna von Seckendorff (* 1750; † 1821)
    1. Karl Friedrich (* 1768; † 17. Oktober 1788 ertrunken in der Donau)
    2. Karl Theodor (* 1771; † 1853) ⚭ Gräfin Lucie von Hardenberg (* 1776; † 1854), die in zweiter Ehe Herrmann Fürst Pückler heiratete
      1. Adelheid (* 1797; † 1849) ⚭ Fürst Heinrich zu Carolath-Beuthen (* 1783; † 1864)
      2. Ida (* 1798; † 1800)
      3. Karl Arthur (* 1800; † 1801)

    3. Friedrich Ferdinand (* 1772; † 1816) ⚭ (1802) Freiin Friederike von Zeuner (* 1776; † 1837)
      1. Friedrich (* 1802; † 1803)
      2. Emilie (* 1804; † 1805)
      3. Ferdinande (* 1806; † 1880) ⚭ (1849) Eduard Prätorius (* 1807; † 1855)
      4. Haupt (* 1810; † 1819)

    4. Haupt Friedrich (* 1773; † 1774)
    5. Friedrich Maximilian (* 1774; † 1791)
    6. Therese (* 1775; † 1776)
    7. Albert (* 1777; † 1860) ⚭ (1814) Freiin Maria Antoinetta Taenzl von Tratzberg (* 1793; † 1861)
      1. Ludwig (* 1815; † 2. August 1883) ⚭ (1854) Gräfin Anastasia von Schlieffen (* 1827; † 1898)
        1. Hedwig (* 1855; † 1919) ⚭ Graf Kurt von Haugwitz (* 1847; † 1895)
        2. Maria (* 1857; † 1940)
        3. Katharina (* 1859; † 1906) ⚭ Graf Eberhard von Haugwitz (* 1850; † 1931)
        4. Maximilian (* 1860; † 12. August 1920) ⚭ Mary Wistar Wheeler (* 1872; † 1945)
          1. Pauline (* 1891; † 1974) ⚭ Graf Siegfried Raben-Levetzau (* 1891; † 1965)

        5. Antoinette (* 1861; † 1946)
        6. Ludwig (* 1862; † 1905) ⚭ Julie Gräfin Rüdiger (* 25. Juni 1868; † 17. Januar 1950)
          1. Ludwig (* 8. Juni 1898; † 23. November 1960) ⚭ 1. Liutta Freiin von Ribaupierre (* 1900; † 1959) ⚭ 2. Elisabeth Popp (* 1903; † 1990)
            1. Joachim-Ludwig (* 24. März 1923; ⚔ 7. Juni 1944)
            2. Beatrix (* 12. Oktober 1924) ⚭ Kurt Freiherr von Süsskind (* 1904; † 1980), Schloss Dennenlohe
            3. Ursula (* 9. April 1926; † 5. Januar 2018) ⚭ Gert Graf von der Recke (* 1921; † 1991), Erbin von Pappenheim
              1. Iniga Gräfin von der Recke (* 1952), ⚭ Albrecht Graf von Egloffstein (* 1946)

        7. Anastasia (* 1863; † 1904) ⚭ Graf Franz zu Solms-Rödelheim u. Assenheim (* 1864; † 1923)
        8. Edith (* 1864; † 1949)

      2. Karl (* 17. Dezember 1816; † 14. November 1907)
      3. Heinrich (* 23. Dezember 1817; † 13. Juni 1892)
      4. Alexander (* 20. März 1819; † 6. Februar 1890) ⚭ (1865) Freiin Valerie Bajzáht de Pészak (* 1827; † 1920), Erbin von Schloss Iszka Szent-György
        1. Siegfried (* 1868; † 1936) ⚭ Gräfin Elisabeth Károlyi de Nagy-Károly (* 1872; † 1954)
          1. Sibylla (* 1903; † 1996) ⚭ Heinrich Baron von Manteuffel gen. Szoege (* 1893; † 1946)
          2. Alexander (* 1905; † 1995) ⚭ Maria Zeyk de Zeykfalva (* 1912; † 1974)
            1. Maria-Nicolette (* 1941) ⚭ Michael Pössenbacher (* 1941)
            2. Albert (* 21. Januar 1943)
            3. Elisabeth (* 1947) ⚭ Günter Erb (* 1944; † 1982)

          3. Dorothea (* 1908; † 1991) ⚭ Clemens Graf von Schönborn-Wiesentheid (* 3. April 1905; ⚔ 30. August 1944)
          4. Georg (* 1909; † 1986) ⚭ Karin von Veltheim (* 1913; † 2008)
            1. Alexander (* 27. August 1948) ⚭ Marie Christine Gräfin von Hartig (* 1950)
              1. Caroline (* 1978)
              2. Elisabeth (* 1980; † 1980)
              3. Georg (* 1981)
              4. Maria Theresia (* 1982)

      5. Hugo (* 6. April 1820; † 17. März 1842)
      6. Clemens (* 1822; † 1904) ⚭ (1857) Gräfin Hermine von Paumgarten (* 1836; † 1914)
        1. Gottfried (* 1858; † 1944). verzichtet auf seine Rechte und nimmt 1913 den Titel Graf von Pappenheim-Rothenstein an; ⚭ (1913–1920) Gisela Miketta (* 1879; † 1957)
        2. Alice (* 1861; † 1934)
        3. Haupt (* 1869; † 1954) ⚭ Freiin Ellinka von Fabrice (* 1875; † 1938)

      7. Maximilian (* 5. September 1824; † 10. Juli 1906) ⚭ (1860) Gräfin Luise von Schlieffen (* 1838; † 12. April 1924)
        1. Albrecht (* 1861; † 1936) ⚭ Iphigenie Prinzessin Ypsilanti (* 1869; † 1943)
        2. Friedrich (* 1863; † 26. August 1926) ⚭ Gräfin Irma von Kanitz (* 1877; † 1968)
          1. Maximilian (* 1908; † 30. April 1995) ⚭ Hildegard Schulz (* 1914; † 1973)
            1. Michaela (* 1942) ⚭ Otto Kurzendorfer (* 1937)
            2. Stephan (* 15. März 1944)

          2. Friedrich (* 1908; † 23. Dezember 1999)
          3. Rudolf (* 1910; † 14. Februar 1999) ⚭ Helen Bodmer (* 1927)
            1. Isabella (* 1956) ⚭ Josef Kogler (* 1958)
            2. Alexandra (* 1958)
            3. Stephanie (* 1960) ⚭ Andreas Grunwald (* 1965)
            4. Christian (* 28. Juni 1963) ⚭ Monika Bachmann (* 1960)
              1. Lucie (* 2000)
              2. Lilly (* 2003)

          4. Iphigenie (* 1912; † 2006)

        3. Marie Anna (* 1865; † 1946) ⚭ Graf Rudolph von Rex (* 1858; † 1916)

      8. Therese (* 1825; † 1843)
      9. Blanca (* 1827; † 1855)

    8. Friedrich Wilhelm (* 1785; † 1787)
4. Friedrich Christian (* 1703; † 1708)
5. Charlotte Wilhelmine (* 1708; † 1792) ⚭ (1724) Graf Georg Hermann zu Leiningen-Westerburg (* 1679; † 1751)
6. Amalie (* 1718; † 1722)